# Hydroxypropylmethylcellulose
Hydroxypropylmethylcellulose (HPMC) ist eine mit Propylenoxid substituierte Methylcellulose.
Sie kommt in verschiedenen Polymerisationsgraden und unterschiedlichen Substitutionsgraden auf den Markt.

## Verwendung
- Baustoffindustrie: additiv zur Regulierung von Fließeigenschaften[5]
- Lebensmittelindustrie: Verdickungsmittel, viskositätskontrollierende Stoffe.[6] Sie sind in der EU als Lebensmittelzusatzstoff der Nummer E 464, in den USA durch 21CFR 172.874 (FDA) zugelassen.
- Tabakwaren: HPMC wird als Bindemittel und Filmbildner bei der Herstellung von Tabakblättern und -flocken sowie als Klebstoff für Zigarettenpapier verwendet.[5]
- Kosmetika: Durch ihre verdickenden und stabilisierenden Eigenschaften sowie ihre Hautverträglichkeit wird HPMC in Emulsionen, Zahnpasten, Shampoos, Seifen, Crèmes und Lotions eingesetzt.[5]
- Pharmazie: Verdickungsmittel, Emulsionsstabilisator, lösliche Filmüberzüge.[7] Bereits 1962 wurde HPMC in einem US-Patent für den Einsatz zur Verzögerung der Wirkstofffreisetzung aus Tabletten vorgeschlagen.[8]
- Medizin: in wässriger Lösung zur symptomatischen Behandlung des trockenen Auges („Künstliche Tränen“)
- Konservierung und Restaurierung: Klebemittel zur Festigung von pudernder Malschicht sowie zum Kleben von Malschichten, Fassungen, Holz, Textilien und mehr verwendet. Es wird in flüssiger Form angewendet.

Besonderheiten: Wässrige HPMC-Gele neigen dazu, bei der Erwärmung bei einer bestimmten Temperatur sehr schnell ihre Viskosität zu erhöhen. Diese Temperatur wird häufig als Gelpunkt bezeichnet, was in diesem Fall jedoch nicht völlig korrekt ist. Dieser Verfestigungsprozess ist reversibel, das heißt, sobald die Temperatur genügend gefallen ist, wird auch das Gel wieder flüssiger. Diesen Effekt macht man sich z. B. in der Lebensmitteltechnologie zunutze: Bratlingen wird HPMC zugesetzt, damit sie beim Braten (hohe Temperatur) fest, beim Verzehr (niedrigere Temperatur) jedoch wieder zart sind. Der Tgel-Wert hängt vom DS (Substitutionsgrad) ab. Ein höherer Gehalt an hydrophoben Gruppen (Methoxy- und Hydroxypropylgruppen) oder ein niedrigerer Gehalt an hydrophilen Gruppen (Hydroxyethylgruppen) senkt den Tgel-Wert. Der allgemeine Tgel-Wert liegt zwischen 70 und 90 °C. Der pH-Wert einer 1%igen, 25 °C warmen Lösung liegt bei 5.0–8.0. HPMC ist vollständig wasserlöslich, wenn es einen hohen Gehalt an hydrophilen Gruppen (Hydroxyethylgruppen) und einen niedrigen Gehalt an hydrophoben Gruppen (Methoxy- und Hydroxypropylgruppen) aufweist.

## Herstellung
Cellulose wird in heißer Natronlauge gequollen und bei 50 bis 80 °C mit Propylenoxid und hohem Methylchlorid-Druck umgesetzt; Letzteres reagiert erst bei hoher Temperatur.
Typische Nebenprodukte von Polykondensationen und Hydrolyse des Propylenoxids sind Propylenglycol, Di- und Tripropylenglykol sowie neben Methanol auch deren Methylether (z. B. Methoxypropanol, Dipropylenglycolmonomethylether usw.).
Zur Isolierung werden zuerst alle bis 110 °C flüchtigen Stoffe abdestilliert und anschließend mit heißem Wasser alle Glycole und Salze ausgewaschen, der Feststoff getrocknet und zum Pulver vermahlen.
Für den Lebensmittel- und Pharmabereich ist die Herstellung unter GMP-Bedingungen vorgeschrieben.
HPMC wird durch den durchschnittlichen Substitutionsgrad (DS) sowie das Verhältnis Methyl vs. Hydroxypropyl charakterisiert. In Verbindung mit der allgemeinen Bezeichnung „Hypromellose“ wird dies durch eine vierstellige Zahl symbolisiert, wobei die ersten zwei dem Methoxy-Gehalt entsprechen, die letzten zwei dem Hydroxypropoxy-Gehalt.
Die Größe des Makromoleküls wird üblicherweise durch dessen Viskosität in 2-prozentiger wässriger Lösung charakterisiert; handelsüblich sind die HPMC-Typen 4M (für ca. 4.000 mPa·s), 15M (für ca. 15.000 mPa·s) und 100M (für ca. 100.000 mPa·s).

## Handelsnamen
ARBOCEL, Benecel, Methocel, Metolose, Pharmacoat, Tylose, VIVAPHARM, Walocel, AnyAddy
Fertigpräparate als „künstliche Tränen“ (Auswahl):
- Monopräparate: Berberil Dry Eye (D), Okuselect (A), Prosicca (A), Sicca-Stulln (D), Sic-Ophtal (D)
- Kombinationspräparate: Lacrisic (D), Oculotect (D), Herba Vision (CH), Isopto Tears (CH), Pilocarpin Puroptal (A), Tears Naturale (CH)